# La beauté est dans la rue
La beauté est dans la rue est un slogan de Mai 68,,. L'affiche est éditée à Montpellier par l'Atelier populaire. Elle met en scène une jeune femme jetant un pavé.

## Origine

La liberté guidant le peuple, Eugène Delacroix, 1830.

Telle la Marianne sur la barricade de La Liberté  guidant le peuple d'Eugène Delacroix (1830), l'affiche met en scène une femme debout, dans la même position, un bras en l'air. Elle ne tient pas un drapeau mais lance un pavé,.

## Commentaires
« Cette affiche fait partie des rares qui traitent des femmes et même qui en représentent. Ainsi, en plus de la lutte des étudiants qui lancent des pavés, symbole même de la contestation de Mai 68, cette affiche figure le combat des femmes. Le slogan est séparé en deux parties ; tout d’abord La beauté, qui désigne la femme, et ensuite est dans la rue, le combat que mènent les révoltés. [...] elle symbolise aussi la lutte des femmes pour acquérir ce droit de se battre aux côtés des hommes, ou plus généralement d’arriver à un pied d’égalité avec eux. [...] le fait que la jeune femme lance le pavé vers celui qui regarde l‘affiche donne l’impression qu’elle l’exclut de la lutte, et non pas qu’elle l’encourage à venir se battre à ses côtés [...] elle a l’air de se battre contre celui qui la regarde, et pas avec lui, ce qui laisse entendre que cette lutte n’est pas du tout un combat que peut mener tout le monde, mais qu’il est réservé aux femmes. Elle donne l’impression de devoir lutter contre tout le monde puisque tout le monde peut regarder l’affiche, ce qui nous montre que c’est une lutte autrement difficile que celle des autres étudiants, et qu’elle est loin d’être gagnée. »
Mais pour l'historien Christian Delporte, « La Beauté est dans la rue n'est en rien représentative de la production visuelle de 68, pas plus que le mouvement féministe ne fut premier dans les événements de Mai; mais la société d'aujourd'hui, écrasant la chronologie, inscrivant 68 dans un continuum historique, finit par confondre l'événement lui-même et ses effets réels ou supposés.»

## Postérité
- Début avril 2008, une vente aux enchères est organisée à l’hôtel Drouot, « Il y a 40 ans…mai 68 ». Les affiches s’envolent à des prix exorbitants. Record de la soirée, l’affiche La beauté est dans la rue est partie à 3098 euros[10].
- En 2008, la revue internationale de théorie critique Variations utilise la formule comme titre d'un numéro spécial sur Mai 68[11].
- En 2011, Johan Kugelberg et Philippe Vermés publient en Grande-Bretagne un recueil de 200 affiches de l'Atelier Populaire sous le titre Beauty Is in the Street : A Visual Record of the May 68 Uprising[12].

### Audiovisuel
- Jérémie Elkaïm, Stratis Vouyoucas, La Beauté est dans la rue, 60 minutes, 2004. Interviews des protagonistes des manifestations spontanées qui s’enchaînent du 21 avril au 1er mai 2002, à la suite de la présence de Jean-Marie Le Pen au second tour des élections présidentielles.